# Bedřich Břeh
Bedřich Břeh (* 14. března 1942 Kladno) je bývalý český fotbalový záložník.

## Hráčská kariéra
V československé lize hrál za SONP Kladno, aniž by skóroval. Během základní vojenské služby nastupoval za Duklu Slaný.

### Prvoligová bilance
| Ročník          | Zápasy | Góly | Minuty | Klub           |
| --------------- | ------ | ---- | ------ | -------------- |
| I. liga 1963/64 | 10     | 0    | 831    | TJ SONP Kladno |
| I. liga 1964/65 | 7      | 0    | 517    | TJ SONP Kladno |
| CELKEM I. LIGA  | 17     | 0    | 1 348  |                |